# Christoph Heinrich Friedrich zu Solms
Christoph Heinrich Friedrich Graf zu Solms und Tecklenburg (* 26. Dezember 1741 in Dresden; † 12. März 1829 in Freiberg) war ein kursächsischer und ab 1806 königlich-sächsischer Geheimer Rat und Kammerherr sowie Besitzer der Herrschaft Saathain.

## Leben
Er stammte aus dem Adelsgeschlecht der Grafen zu Solms, war der Enkelsohn des preußischen Wirklichen Kammerherrn und Generalmajors Heinrich Wilhelm zu Solms-Wildenfels (1675–1741) und der Helene Dorothea geb. Gräfin Truchseß von Waldburg (1680–1712) und der Sohn des russischen Offiziers und kursächsischen Staatsmanns Friedrich Ludwig Graf zu Solms-Wildenfels und Tecklenburg und der Louise Dorothea (1710–1775), einer Tochter des russischen Generalfeldmarschalls Graf Burkhard Christoph von Münnich.
Graf Solms schlug eine Verwaltungslaufbahn am Dresdner Hof ein und erhielt die Titulartitel Geheimer Rat und Kammerrat.
Im Jahre 1770 heiratete er Charlotte Wilhelmine Freiin von Vietinghoff-Scheel (1754–1790). 1774 erhielt er das livländische Indigenat. Seine Gemahlin gebar ihm zehn Kinder und verstarb am 15. September 1790 im Wochenbett. Das väterliche Erbe bestand aus dem Rittergut Großrückerswalde inklusive der zugehörigen Güter Niederschmiedeberg und Kühnhaide. Vom Kammerherrn Adolph Friedrich Gotthelf von Globig erwarb er 1787 das Rittergut Zehista und nahm seinen Sitz auf Schloss Zehista.
1789 erbte er das Rittergut Sachsenfeld, welches er 1807 seinem 1782 geborenen Sohn Friedrich August übergab. Infolge von Insolvenz im Jahr 1811 gelangte Sachsenfeld in den Besitz des mit dessen Bruder Heinrich Ludwig (* 1784) verschwägerten Freiherrn von Müller.
Am 3. März 1798 kaufte Christoph Heinrich Friedrich als Geheimer Rat und Kammerherr vom Major Daniel Gottfried Wilhelm Freiherr von Stutterheim die Herrschaft Saathain im Amt Hayn mit dem repräsentativen Schloss, das fortan zu seinem Wohnsitz wurde. Von seinem Berater Haubold in Dresden ließ er sich zwei Jahre später zum Verkauf der Herrschaft an seinen Sohn Carl Alexander Graf zu Solms (* 1778) hinreißen. Nur mit großer Mühe gelang es ihm, nach Androhung einer nicht unerheblichen Strafzahlung wegen Felonie, diesen Scheinkauf wieder rückgängig zu machen. Dennoch vermochte er es nicht, seine angeschlagenen finanziellen Verhältnisse wieder zu stabilisieren. Er sah sich gezwungen, die Herrschaft Saathain im Jahre 1815 öffentlich und meistbietend durch das Amt Mühlberg versteigern zu lassen. Neuer Besitzer des Schlosses wurde nun der Kammerkommissionsrat Johann Gottfried Dietze aus Barby.
Graf Solms zog in die sächsische Berghauptstadt Freiberg, wo er im März 1829 starb.